# Primera División de Chile 1964
El Campeonato Nacional de Fútbol de la Primera División de 1964 fue el torneo disputado en la 32ª temporada de la máxima categoría del fútbol profesional chileno, con la participación de 18 equipos.
El torneo se jugó en dos rondas con un sistema de todos-contra-todos. El balón oficial fue Crack (n.º 607).
El campeón fue Universidad de Chile que logró su cuarto título.

## Tabla Final
| Pos | Equipo               | PJ | PG | PE | PP | GF | GC | Dif | Pts |
| --- | -------------------- | -- | -- | -- | -- | -- | -- | --- | --- |
| 1   | Universidad de Chile | 34 | 21 | 10 | 3  | 72 | 28 | 44  | 52  |
| 2   | Universidad Católica | 34 | 18 | 7  | 9  | 78 | 50 | 28  | 43  |
| 3   | Santiago Wanderers   | 34 | 17 | 9  | 8  | 55 | 37 | 18  | 43  |
| 4   | Colo-Colo            | 34 | 18 | 4  | 12 | 75 | 52 | 23  | 40  |
| 5   | Rangers              | 34 | 15 | 10 | 9  | 59 | 58 | 1   | 40  |
| 6   | Unión Española       | 34 | 14 | 11 | 9  | 65 | 61 | 4   | 39  |
| 7   | Deportes La Serena   | 34 | 14 | 9  | 11 | 56 | 55 | 1   | 37  |
| 8   | Everton              | 34 | 14 | 7  | 13 | 67 | 56 | 11  | 35  |
| 9   | Unión La Calera      | 34 | 13 | 9  | 12 | 49 | 52 | -3  | 35  |
| 10  | Magallanes           | 34 | 12 | 10 | 12 | 55 | 51 | 4   | 34  |
| 11  | Audax Italiano       | 34 | 10 | 12 | 12 | 50 | 51 | -1  | 32  |
| 12  | Santiago Morning     | 34 | 11 | 7  | 16 | 53 | 64 | -11 | 29  |
| 13  | Green Cross          | 34 | 11 | 6  | 17 | 36 | 52 | -16 | 28  |
| 14  | Coquimbo Unido       | 34 | 7  | 12 | 15 | 36 | 50 | -14 | 26  |
| 15  | Unión San Felipe     | 34 | 8  | 10 | 16 | 51 | 70 | -19 | 26  |
| 16  | Palestino            | 34 | 10 | 5  | 19 | 44 | 68 | -24 | 25  |
| 17  | San Luis             | 34 | 7  | 11 | 16 | 22 | 43 | -21 | 25  |
| 18  | Ferrobádminton       | 34 | 9  | 5  | 20 | 44 | 69 | -25 | 23  |

PJ=Partidos jugados; PG=Partidos ganados; PE=Partidos empatados; PP=Partidos perdidos; GF=Goles a favor; GC=Goles en contra; Dif=Diferencia de gol; Pts=Puntos
|  | Campeón. Clasifica a Copa Libertadores 1965 |
|  | Desciende a Segunda División                |

## Campeón
| Universidad de Chile           |
| Universidad de Chile 4º Título |

## Goleadores
Goleadores del torneo.
| Jugador          | Jugador         | Goles | Equipo  |
| ---------------- | --------------- | ----- | ------- |
| Bandera de Chile | Daniel Escudero | 25    | Everton |